# Bukowa (powiat staszowski)
Bukowa – wieś w Polsce położona w województwie świętokrzyskim, w powiecie staszowskim, w gminie Osiek.
Wieś należy do Parafii św. Michała Archanioła w Wiązownicy-Kolonii.
W latach 1975–1998 miejscowość położona była w województwie tarnobrzeskim.

## Geografia
Wieś Bukowa położona jest 18 km na wschód od Staszowa; 19 km na północny wschód od Połańca; 18,5 km na zachód od Tarnobrzega i 26 km na południowy zachód od Sandomierza.

## Komunikacja
Przez wieś biegną trzy drogi powiatowe nr 42315 (0791T – Sztombergi – Wiśniowa Poduchowna – Wiśniowa – Czajków Południowy – Zagórze – Wiązownica Duża – Grobla – Bukowa – Jeziory – Sulisławice); nr 42318 (0794T – Bukowa – Brożnia – Grabowiec – Osiek), a w obrębie powiatu sandomierskiego nr 42317 (0793T – Bukowa – Wnorów – Łoniów); oraz aż sześć dróg gminnych nr 4233034 (002683T – Osiek – Bukowa); nr 4233037 (002686T – Bukowa – pod las); nr 4233038 (002687T – Bukowa przez wieś); nr 4233039 (002688T – Bukowa – Antonówka); nr 4233040 (002689T – Bukowa – Kopanina); a w obrębie gminy Łoniów nr 4225016 (001539T – Ruszcza-Płaszczyzna – Bukowa), w tym inne drogi gminne niezewidencjonowane.

## Historia
Na podstawie obszernych badań archeologicznych prowadzonych na ziemi sandomierskiej wiemy na pewno, że już kilka tysięcy lat p.n.e. istniały na tym terenie osiedla ludzkie. Świadczą o tym wykopaliska w Złotej pod Sandomierzem. Także w okolicy wioski Bukowa znaleziono wczesnośredniowieczne dowody na istnienie ludzkich osad o rozwiniętej społeczności. Dla przykładu w Trzebiesławicach przed 1929 rokiem znajdowało się kilkanaście kurhanów, a już w roku 1929 zachowało się ich tylko pięć, część została zaorana, a po pozostałych wszelki ślad zaginął. Ponadto w tym samym roku przeprowadzono badania, w wyniku których, ustalono przypuszczalną datę powstania grobów na VI wiek. A w pobliskiej wiosce Ruszcza, dzięki pomocy ówczesnego dziedzica Maksymiliana Jasieńskiego, natrafiono w 1827 roku na cmentarzysko wczesnośredniowieczne. Znajdowało się ono na zachód od wsi, około 1,8 km w kierunku wioski Bukowa. Znalezisko datowano na XI wiek. Oprócz cmentarzyska w Ruszczy znaleziono w pobliskiej Nietuji grodzisko wczesnośredniowieczne, które badacz Joachim Lelewel uważał za mogiłę. Także w innych miejscowościach, takich jak: Gnieszowice, Trzykosy, Zbigniewice, Niekrasów, Łoniów czy Osiek, znajdowano znaleziska archeologiczne z wczesnego średniowiecza. Świadczy to o dużym ruchu osadniczym na tych terenach.
Nie zachowały się żadne dokumenty papierowe z tamtego okresu, dotyczące powstania osady Bukowa, można tylko przypuszczać o jej starym rodowodzie, bowiem wiadomo, że w 1248 roku rektor joannitów z Zagościa oddaje Ruszczę dziekanowi sandomierskiemu w zamian za dziesięcinę z Winiar. Ponadto pierwsza wzmianka o osadzie Wiązownica pochodzi z 1257 roku, gdy Bolesław V Wstydliwy w geście pobożności oddaję wieś klasztorowi zawichojskiemu. Fakt bardzo ważny z historycznego punktu widzenia, bowiem osada Bukowa leży między tymi wioskami a zawirowania dziejowe nie były dla niej zbyt łaskawe, pozbawiając ją jakiegokolwiek dokumentu lokacyjnego. Dlatego też można śmiało założyć, że już wtedy między Wiązownicą, a Ruszczą istniała osada Bukowa, bowiem rodowód wiosek okolicznych jest chronologicznie zbliżony. Jak było naprawdę nie dowiemy się już nigdy. Ale z całą pewnością Wiązownica przez 183 lata była własnością kościelną, aż do 1440 roku, kiedy to została przyłączona do dóbr królewskich. Kościół rzymskokatolicki, aby nie utracić dochodów, które czerpał dotychczas z wioski, ufundował nowy drewniany kościół modrzewiowy ustanawiając z Wiązownicy parafię i jednocześnie wcielając w jej rejon okoliczne wioski, w tym Bukową. Domniemana nazwa związana zapewne z położeniem przyleśnym (buki).
W najstarszym dokumencie o osadzie z 1460–1470 roku czytamy, że jest to własność króla Kazimierza IV Jagiellończyka; wynika to z zapisków Joannisa Długosza, wtedy to według jego Liber Beneficiorum… z tomu I i II (1470–1480). Wiemy na pewno, iż były tu łany kmiecie, karczma, ogrodziarze (czyli zagrodnicy na czynszu) oraz sołtystwo z 2 łanami i własnym młynem.

Ecclesiae Collegiatarum. Clepardiensis. (…) Prebenda Czapelska. (…) Decimae fertonales latorum grossorum primae praebendae.
Bukowa, villa sub parochial de Osiek. (…) alias Bukowla (Bukowa) villa…
BUKOWA, villa sub parochia ecclesiae de O s z y e k oppido sita, cuius proprietas et dominium ad serenissimum Poloniae regem pertinet, in qua sunt lanei cmethonales, de quorum quolibet solvitur unus ferto latorum grossorum canonico primae praebendae pro decima. Item praedium.
Item prima praebenda taxata est ad…

Joannis Długosz, Liber beneficiorum dioecesis Cracoviensis, tomus I

W połowie XV wieku owa wieś królewska (leżąca prawdopodobnie w ówczesnej parafii Osiek?) daje z łanów kmiecych, karczmy i zagrodników dziesięcinę wartości (do) 3 grzywien biskupom Krakowskim, a z 2 łanów sołtysich i młyna kościołowi w Wiązownicy (ale tylko w pierwszy dzień Wielkanocy w postaci korca mąki pszennej); bowiem prawo takowe zwykle do biskupów Krakowskich przynależne jest.

Archidiaconatus Sandomiriensis. (…) Ecclesia parochialis Sancti Pauli extra muros Sandomirienses. (…) Parochia W y, a z o w n y c z a.
Bukowa, villa sub parochial de Wiązownica. (…) alias Bukowla (Bukowa) villa…
BUKOWA, villa regia sub parochia de W y, a z o w n y c z a sita. In qua sunt lanei cmethonales, item tabernae, item hortulaniae, de quibus omnibus solvitur et conducitur decima manipularis et canapalis pro episcopatu Cracoviensi, et valor eius aestimatur ad tres marcas. Item est ibi scoltetia habens duos laneos, de quibus decimatur ecclesiae de W y, a z o w n i c z a. Item est ibi molendinum scoltetiale, quod annis singulis pro festo Paschae solvit ecclesiae in W y, a z o w n i c z a unum chorum farinae triticeae.
Villae parochiales: W y, a z o w n i c z a, S m y e r d z i n a, C z a y k o w et B u k o w a

Joannis Długosz, Liber beneficiorum dioecesis Cracoviensis, tomus II

Dzięki tym zapiskom wyłania się nam obraz wsi dość rozwiniętej gospodarczo w 1472 roku – jako królewskiej osady w powiecie sandomierskim w tenucie Andrzeja Ossolińskiego z Klimontowa. W 1473 roku król Kazimierz IV Jagiellończyk zezwala marszałkowi Janowi z Rytwian na wykupienie wiosek Czajków i Bukowa za kwotę 1000 grzywien z prawem odkupu. W wyniku tych transakcji wieś pozostaje przez 13 lat w rękach pana z Rytwian. Z kolei w 1485 roku tenże sam król sprzedaje z prawem odkupu za 1000 grzywien ww. wioski Mikołajowi z Kurozwąk kasztelanowi rozpierskiemu. W 1502 roku Adam syn Mikołaja z Kurozwęk zajął przemocą przy pomocy 60 zbrojnych towarzyszy zamek swego ojca w Rytwianach, skąd zabrał kosztowności oraz wszelkie dokumenty na dobra królewskie m.in.: Szydłów, Dombie, Falanczyn, Połaniec oraz na wójtostwo tychże miast, jak i wsie do tych miast należące, w tym także na wsie Bukowa i Czajków.
Dobra królewskie były często przedmiotem lustracji. Bukowa jako wieś królewska często figurowała w spisach poborowych. Większość tego typu dokumentów zaginęło w zawierusze historycznej, a te które przetrwały do naszych czasów spłonęły w archiwum państwowym podczas powstania warszawskiego. Dlatego też dysponujemy niewielkim wycinkiem zachowanych materiałów z wczesnego okresu rozwoju osady. Według regestru poborowego z 1508 roku Bukowa wraz z częścią wsi Broniszowicze i całą wioską Zapniow należy do Marcina Broniowskiego, który płacił 13 gr. i 9 den. poboru.

4. Palatinatus Sandomiriensis. a. Districtus Sandomiriensis 1508 a.
Zapnyow, sortes Bronyschowycze et Bukowla, n. Martinus Bronyowsky gr. 13 d. 9.

Adolf Pawiński, Małopolska, t. IV

Kolejna zachowana lustracja z roku 1510, wskazuje, że w folwarku w Bukowej uprawia się: żyto i owies; hoduje się: 6 krów, 25 kur, 6 kapłonów, 8 gęsi – a to wszystko na: 40 łanach pustych, 6 łanach osiadłych i 4 półłankach, oraz że jest tu karczma. Włościanie odrabiają po jednym dniu w tygodniu, podwody i polowanie. Dają w czynszu: 0,5 grzywny z łanu, 14 gr z półłanków, 20 jaj, 2 sery, 14 gr skopowego (podatku od zwierząt). Następna lustracji z 1564 roku wskazuje, że w Bukowej było osiadłych 17 kmieci na 13,5 łanach, z których płacili po 12 gr. Z kolei według regestru poborowego z 1578 roku Bukowa jest już wsią królewską (tzw. królewszczyzną) w parafii Wiązownica, z 17 osadnikami na 13 łanach powierzchni, nadto ma 5 ubogich (biedaków, czyli komorników bez bydła).

II. Palatinatus Sandomiriensis. 1. Districtus Sandomiriensis an. 1578. Par. Wiezownicza.
Bukowa, regalis, col. 17 in lan. 13, inq. paup. 5

Adolf Pawiński, Małopolska, t. III

Na podstawie owych lustracji można odtworzyć nazwiska osób mieszkających w owych czasach w Bukowej, tych pierwszych gospodarzy/kmieci, którzy są jej bezpośrednimi przodkami. Po poznaniu przydomków praojców warto przyjrzeć się również językowi jakim posługiwano się w tejże okolicy, bowiem wyewoluowały w Bukowej wyrazy gwarowe, które były tu w użyciu około 500–600 lat temu.
14 listopada 1748 roku dla Józefa Wąsika z Bukowej zostaje nadany przez króla Augusta III Sasa łan wybraniecki (inaczej sołtystwo) z przywilejami. Posiadacze łanu wybranieckiego byli zwolnieni z wszelkich obciążeń czynszowych na rzecz dworu, żołnierzy i kościoła. Nie brali także udziału w pracach pańszczyźnianych. Jednakże w razie wojny byli zobowiązani do wszelkich obciążeń na rzecz króla i państwa. Pozostali włościanie obciążeni są podymnym, szarwarkiem, liwerunkiem gromadzkim i dziesięciną parafialną, plus powinności pańszczyźniane. Z luźnych notatek znajdujących się w zapiskach Pracowni Słownika Historyczno-Geograficznego Małopolski dowiadujemy się, że w Bukowej 1790 roku we dworze szlachty znajdowało się: 2 kobiety, 2 mężczyzn i 8 osób wszelakiej służby. Ponadto jest tu 43 domostwa, na 240 mieszkańców, w tym: 123 kobiety i 117 mężczyzn. Z czystej kalkulacji wynika, że wówczas w każdym domu zamieszkiwało średnio ponad 5 osób.
Bukowa podczas rozbiorów dostała się na krótko pod zabór austriacki, by następnie na stałe znaleźć się w zaborze rosyjskim, a wielowiekowa królewszczyzna wchodzi w skład skarbu Królestwa Polskiego. W 1836 roku dobra Osiek o łącznej powierzchni 4810 ha, nie licząc chłopskiej własności, przechodzą w nagrodę za zasługi senatorowi, urzędnikowi IV klasy, Bazylemu Pogodinowi. W związku z tym wydarzeniem przeprowadzono bardzo dokładny inwentarz wszystkich folwarków Majoratu Osiek. W 1843 roku rząd gubernialny Sandomierza chciał przeprowadzić we wsi podział ziemi na równe kolonie, aby tym samym ułatwić sobie ściąganie czynszu od włościan. Jednakże mieszkańcy Bukowej nie zgodzili się na taki układ z powodu małodogodnych warunków na jakich miał zostać przeprowadzony podział na kolonie. Kolejną kolonizacje, tym razem udaną, przeprowadził rząd gubernialny Radomia w 1855 roku. Po tym wydarzeniu Bukowa zmieniła się całkowicie… Ciekawie przedstawia się spis inwentarski, który wylicza dokładnie stan posiadania ówczesnych gospodarzy; określa, że w 1855 roku Bukową zamieszkuje 50 gospodarzy, którzy mieszkają łącznie w: 48 chałupach, w tym: 25 w stanie dobrym, 19 w stanie średnim i 4 w stanie złym. Ponadto łącznie posiadają: 2 konie, 144 woły, 109 krów, 105 jałówek, 104 świnie, 22 ule, 50 wozów, 85 soch i 74 brony. Bydło, drób i trzoda chlewna zamieszkuje w 72 stajniach, w tym: 12 w stanie dobrym, 49 w stanie średnim i 11 w stanie złym. Wszelaką paszę (głównie: siano, różne ziarno oraz słomę), jak i inną karmę dla zwierząt przechowuje się w 53 stodołach, w tym: 8 w stanie dobrym, 37 w stanie średnim i 8 w stanie złym. W tymże samym roku wybucha w okolicy epidemia cholery, na którą umiera 38 osób z Wiązownicy i Czajkowa. Z kolei na podstawie inwentarza parafii Wiązownica z 1857 roku dowiadujemy się, iż Bukową zamieszkuje 398 osób, w tym: 221 kobiet i 177 mężczyzn. Dwór oddaje jako dziesięcinę kościelną 14 korcy i 3 garnce żyta, a włościanie 4 korce i 3 garnce. Na przełomie XIX–XX wieku następuje parcelacja wspólnego pastwiska gromadzkiego. W roku 1911–1912 pięciu gospodarzy kupuje ziemie w miejscu, gdzie był ówczesny folwark – tym samym wielowiekowa tradycja folwarczna przestaje istnieć.
W 1863 roku wybuchło powstanie styczniowe. Czynny ruch oporu na tym terenie działał dość intensywnie, czego efektem były przeprowadzone bitwy. 20 października 1863 roku przechodzi przez Bukową oddział powstańczy liczący około 650 żołnierzy pod dowództwem płk. Dionizego Czachowskiego. Zaatakowany po opuszczeniu ziem należących do Majoratu Osiek, w lasach należących do rodziny Karskich pod Rybnicą stacza nie rozstrzygniętą bitwę z wojskami rosyjskimi, a dzień później zostaje rozbity pod Jurkowicami.
W 1864 w wyniku uwłaszczenia chłopów przeprowadzonego na mocy ukazu cara Aleksandra II Romanowa mieszkańcy wsi Bukowa stali się właścicielami posiadanej ziemi i budynków. Wieś wymieniana w Słowniku geograficznym Królestwa Polskiego i innych krajów słowiańskich w dwóch tomach, pod koniec XIX wieku i na początku XX wieku.

BUKOWA, wieś i folwark, majorat, nad rzeką Koprzywianką, powiat sandomierski, gmina Osiek, parafia Wiązownica. Leży przy drodze ze Staszowa do Koprzywnicy. W 1827 roku było tu, 48 domów i 285 mieszkańców, obecnie (tj. w roku 1880) liczy 51 domów, 454 mieszkańców i 646 mórg ziemi włościańskiej

Słownik geograficzny Królestwa Polskiego…, t. I

BUKOWA, wieś, powiat sandomierski, parafia Wiązownica. W połowie XV wieku wieś królewska (w parafii Osiek?) daje z łanów kmiecych, karczmy i zagród, dziesięcinę (do 3 grzywien) biskupom krakowskim, a z 2 łanów sołtysich i młyna kościołowi w Wiązownicy (Liber Beneficiorum, I, 490 i II, 325).

Słownik geograficzny Królestwa Polskiego…, t. XV, cz. I

Na podstawie ww. informacji z 1880 roku – Bukowa, to wieś i folwark, majorat, nad rzeką Koprzywianką w ówczesnym powiecie sandomierskim, w ówczesnej gminie i parafii Wiązownica. Leży przy drodze ze Staszowa do Koprzywnicy. W 1827 roku było tu 48 domów i 285 mieszkańców, obecnie (tj. 1880 roku) liczy 51 domów, 454 mieszkańców i 646 mórg ziemi włościańskiej ogółem.
W 1893 roku ówczesna parafia Wiązownica należała do ówczesnego dekanatu sandomierskiego (ale dawniej jeszcze do dekanatu staszowskiego) i liczyła wówczas 2899 dusz. Ponadto do parafii należała filia w Strzegomiu, tj. parafia pw. św. Andrzeja Apostoła.
Bukowa w 1886 roku wchodziła w skład gminy Osiek, z urzędem we wsi Osieczko. Gmina miała 6070 mieszkańców (w tym, aż 39,9% pochodzenia żydowskiego, tj. 539 żydów) i 17 916 mórg rozległości ogółem (w tym ziemi dworskiej 6525 mórg). Sądem okręgowym dla gminy był ówczesny III Sąd Okręgowy w Łoniowie; z kolei stacja pocztowa znajdowała się w Staszowie. W skład gminy wchodziły wówczas (jeszcze) następujące wioski: Długołęka, Dzięki, Lipnik, Łęg, Osieczko, Osiek, Pliskowola, Strzegom i Suchowola.
Na podstawie danych z pierwszego spisu powszechnego w II Rzeczypospolitej z 1921 roku dowiadujemy się, że w ówczesnej Bukowej jest 126 domów mieszkalnych, a zamieszkuje je 794 mieszkańców, w tym: 36 wyznania mojżeszowego, ale podających narodowość jako polską. Tymczasem dla przykładu w Osieku było, aż 539 żydów, ale tylko 35 uznawało się za Polaków. W 1928 roku Moszek i Gitla Fajnkuchenowie zakupują osiedle młyńskie w Bukowej, o powierzchni 9 ha 1349 m. W 1931 roku (w okresie wielkiego kryzysu gospodarczego 1929–1933) Bukową zamieszkuje tylko 646 mieszkańców. Ponadto protokół wizytacji biskupiej z tegoż roku podaje, że akta metrykalne będące w posiadaniu parafii Wiązownica są w stanie bardzo zniszczonym, a swym zasięgiem chronologicznym zamykają się w latach 1604–1797. W wyniku zawieruchy wojennej najstarsze księgi parafialne zostały zagubione, bądź uległy całkowitemu zniszczeniu od tamtego czasu, a najstarszy dokument pochodzi tylko z 1766 roku.
W czasie niemieckiej okupacji, podczas II wojny światowej, wielu mieszkańców wioski należało do ruchu oporu reprezentowanego na tym terenie przez Bataliony Chłopskie. We wsi miał miejsce kurs sanitarny dla członkiń Zielonego Krzyża i Ludowego Związku Kobiet. W pobliżu wsi oddział partyzancki dowodzony przez Ignacego Kucwaja zaatakował i rozbroił czterdziestoosobowy oddział Wehrmachtu. Po wojnie wybudowano na jej terenie szkołę podstawową, zmodernizowano szatę drogową. Ponadto dla przypomnienia w pierwszej połowie XIX wieku wybudowano tu kapliczkę ze smerdyńskiego piaskowca (prostokątną z dwuspadowym dachem i wieżyczką na sygnaturkę), która miała zastąpić początkowo kościół. Odbywały się przy niej nabożeństwa, a w okresie, gdy religię usunięto ze szkół, także lekcje religii. Obecnie wioska należy do klucza osieckiego, składa się z 5 wysiółków (Celiny, Gajówka, Górka, Kopanina i Mała Bukowa), a przy tym administracyjnie należy do gminy Osiek.
Współcześnie w ujęciu Piotra Barańskiego w jego książce Miasto i Gmina Osiek z 1999 roku.

W gminie. (…) Bukowa.
Wieś należąca do klucza osieckiego. Nazwa związana zapewne z położeniem przyleśnym (buki). Dzisiejsze nazwy przysiółków: Brożnica – to teren, gdzie stały urządzenia do przechowywania zboża w snopach. Kopanina – miejsce, gdzie stały kopy z sianem. Wieś posiada szkołę, wybudowaną w okresie powojennym. Na uwagę zasługuje kapliczka z I połowy XIX wieku. Zbudowana ze smardyńskiego piaskowca, prostokątna z dwuspadowym dachem i wieżyczka na sygnaturkę. Miała ona zastąpić kościół. Odbywały się tutaj nabożeństwa, a w okresie powojennym także lekcje religii, w czasie, gdy ją usunięto z programów szkolnych.

Piotr Barański, Miasto i Gmina Osiek

## Demografia
Współczesna struktura demograficzna wioski Bukowa na podstawie danych z lat 1995–2009 według roczników GUS-u, z prezentacją danych z 2002 roku:

| WYSZCZEGÓLNIENIE | WYSZCZEGÓLNIENIE | WYSZCZEGÓLNIENIE | WYSZCZEGÓLNIENIE | WYSZCZEGÓLNIENIE | J. m.       | POPULACJA MIESZKAŃCÓW (w przedziałach wiekowych w 2002 roku) | POPULACJA MIESZKAŃCÓW (w przedziałach wiekowych w 2002 roku) | POPULACJA MIESZKAŃCÓW (w przedziałach wiekowych w 2002 roku) | POPULACJA MIESZKAŃCÓW (w przedziałach wiekowych w 2002 roku) | POPULACJA MIESZKAŃCÓW (w przedziałach wiekowych w 2002 roku) | POPULACJA MIESZKAŃCÓW (w przedziałach wiekowych w 2002 roku) | POPULACJA MIESZKAŃCÓW (w przedziałach wiekowych w 2002 roku) | POPULACJA MIESZKAŃCÓW (w przedziałach wiekowych w 2002 roku) | POPULACJA MIESZKAŃCÓW (w przedziałach wiekowych w 2002 roku) | POPULACJA MIESZKAŃCÓW (w przedziałach wiekowych w 2002 roku) |
| WYSZCZEGÓLNIENIE | WYSZCZEGÓLNIENIE | WYSZCZEGÓLNIENIE | WYSZCZEGÓLNIENIE | WYSZCZEGÓLNIENIE | J. m.       | OGÓŁEM                                                       | 0–9                                                          | 10–19                                                        | 20–29                                                        | 30–39                                                        | 40–49                                                        | 50–59                                                        | 60–69                                                        | 70–79                                                        | 80+                                                          |
| ---------------- | ---------------- | ---------------- | ---------------- | ---------------- | ----------- | ------------------------------------------------------------ | ------------------------------------------------------------ | ------------------------------------------------------------ | ------------------------------------------------------------ | ------------------------------------------------------------ | ------------------------------------------------------------ | ------------------------------------------------------------ | ------------------------------------------------------------ | ------------------------------------------------------------ | ------------------------------------------------------------ |
| I.               | OGÓŁEM           | OGÓŁEM           | OGÓŁEM           | OGÓŁEM           | os.         | 365                                                          | 42                                                           | 55                                                           | 47                                                           | 36                                                           | 55                                                           | 37                                                           | 29                                                           | 42                                                           | 22                                                           |
| I.               | –                | odsetek          | odsetek          | odsetek          | %           | 100                                                          | 11,5                                                         | 15,1                                                         | 12,9                                                         | 9,9                                                          | 15,1                                                         | 10,1                                                         | 7,9                                                          | 11,5                                                         | 6                                                            |
| I.               | 1.               | WEDŁUG PŁCI      | WEDŁUG PŁCI      | WEDŁUG PŁCI      | WEDŁUG PŁCI | WEDŁUG PŁCI                                                  | WEDŁUG PŁCI                                                  | WEDŁUG PŁCI                                                  | WEDŁUG PŁCI                                                  | WEDŁUG PŁCI                                                  | WEDŁUG PŁCI                                                  | WEDŁUG PŁCI                                                  | WEDŁUG PŁCI                                                  | WEDŁUG PŁCI                                                  | WEDŁUG PŁCI                                                  |
| I.               | 1.               | A.               | Mężczyzn         | Mężczyzn         | os.         | 195                                                          | 23                                                           | 32                                                           | 26                                                           | 16                                                           | 31                                                           | 20                                                           | 17                                                           | 24                                                           | 6                                                            |
| I.               | 1.               | A.               | –                | odsetek          | %           | 53,4                                                         | 6,3                                                          | 8,8                                                          | 7,1                                                          | 4,4                                                          | 8,5                                                          | 5,4                                                          | 4,7                                                          | 6,6                                                          | 1,6                                                          |
| I.               | 1.               | B.               | Kobiet           | Kobiet           | os.         | 170                                                          | 19                                                           | 23                                                           | 21                                                           | 20                                                           | 24                                                           | 17                                                           | 12                                                           | 18                                                           | 16                                                           |
| I.               | 1.               | B.               | –                | odsetek          | %           | 46,6                                                         | 5,2                                                          | 6,3                                                          | 5,8                                                          | 5,5                                                          | 6,6                                                          | 4,7                                                          | 3,2                                                          | 4,9                                                          | 4,4                                                          |

Rysunek 1.1 Piramida populacji – struktura płci i wieku wioski
| I. | OGÓŁEM | OGÓŁEM  | OGÓŁEM            | OGÓŁEM            | OGÓŁEM            | os.     | 365     | 195     | 170     |         |         |         |         |         |         |         |         |         |         |         |
| I. | –      | odsetek | odsetek           | odsetek           | odsetek           | %       | 100     | 53,4    | 46,6    |         |         |         |         |         |         |         |         |         |         |         |
| I. | 1.     | W WIEKU | W WIEKU           | W WIEKU           | W WIEKU           | W WIEKU | W WIEKU | W WIEKU | W WIEKU | W WIEKU | W WIEKU | W WIEKU | W WIEKU | W WIEKU | W WIEKU | W WIEKU | W WIEKU | W WIEKU | W WIEKU | W WIEKU |
| I. | 1.     | A.      | Przedprodukcyjnym | Przedprodukcyjnym | Przedprodukcyjnym | os.     | 91      | 52      | 39      |         |         |         |         |         |         |         |         |         |         |         |
| I. | 1.     | A.      | –                 | odsetek           | odsetek           | %       | 24,9    | 14,2    | 10,7    |         |         |         |         |         |         |         |         |         |         |         |
| I. | 1.     | B.      | Produkcyjnym      | Produkcyjnym      | Produkcyjnym      | os.     | 188     | 103     | 85      |         |         |         |         |         |         |         |         |         |         |         |
| I. | 1.     | B.      | –                 | odsetek           | odsetek           | %       | 51,5    | 28,2    | 23,3    |         |         |         |         |         |         |         |         |         |         |         |
| I. | 1.     | B.      | a.                | mobilnym          | mobilnym          | os.     | 114     | 55      | 59      |         |         |         |         |         |         |         |         |         |         |         |
| I. | 1.     | B.      | a.                | –                 | odsetek           | %       | 31,2    | 15      | 16,2    |         |         |         |         |         |         |         |         |         |         |         |
| I. | 1.     | B.      | b.                | niemobilnym       | niemobilnym       | os.     | 74      | 48      | 26      |         |         |         |         |         |         |         |         |         |         |         |
| I. | 1.     | B.      | b.                | –                 | odsetek           | %       | 20,3    | 13,2    | 7,1     |         |         |         |         |         |         |         |         |         |         |         |
| I. | 1.     | C.      | Poprodukcyjnym    | Poprodukcyjnym    | Poprodukcyjnym    | os.     | 86      | 40      | 46      |         |         |         |         |         |         |         |         |         |         |         |
| I. | 1.     | C.      | –                 | odsetek           | odsetek           | %       | 23,6    | 11      | 12,6    |         |         |         |         |         |         |         |         |         |         |         |

## Dawne części wsi – obiekty fizjograficzne
W latach 70. ubiegłego wieku przyporządkowano i opracowano spis lokalnych części integralnych dla Bukowej zawarty w tabeli 1.

| Nazwa wsi – miasta    | Nazwy części wsi — miasta                                | Nazwy obiektów fizjograficznych — charakter obiektu |
| --------------------- | -------------------------------------------------------- | --- |
| I. Gromada WIĄZOWNICA |                                                          | |
| 1. Bukowa             | 1. Celiny 2. Gajówka 3. Górka 4. Kopanina 5. Mała Bukowa | 1. Bleszczyny – pole 2. Broźnia – pole 3. Bukowski Las – las 4. Celiny – pole 5. Dębniak – pole, krzaki, wzniesie- nie 6. Górka – pole 7. Guzak – las 8. Kaczy Smug – łąka leśna 9. Kamionka – pole 10. Kopanina – pole 11. Mała Bukowa – pole 12. Mariaty – pole 13. Niemiecki Las – las 14. Pałąki – pole 15. Pastwiska – pole 16. Pod Dębniakiem – pole 17. Pod Lasem – pole, krzaki, mokra- dła 18. Rudy – pole 19. Skotnia – wąwóz, nieużytki 20. Średniak – łąka leśna 21. Za Kościńcem – pole 22. Zagórskie Pola – pole |